# Клисура (дем Костур)
Вижте пояснителната страница за други значения на Клисура.
Клисура или Влахоклисура (на гръцки: Κλεισούρα или Βλαχοκλεισούρα) е малка паланка в югозападната част на Егейска Македония, Гърция, в дем Костур. Селището традиционно е с арумънско население.

## География
Клисура е разположено високо в северните склонове на планината Мурик в клисурския проход Дауло между нея и Вич, свързващ Костурско с Леринско и Кайлярско.

## История

### В Османската империя
Градчето е основано в XV век при сливането на пет влашки селища – Котори ди Язия, Агру ал Кяку, Череши, Карджа и Гюра. В османски данъчни регистри от 1481 година Клисура е посочено като селище със 76 семейства - около 500 жители. В една приписка на костурския свещеник Папаргириос се споменава клисурецът Марко Маркулис, който в 1598 година пострадва за вярата в Хрупища и тялото му е хвърлено в Бистрица. Османският пътешественик Евлия Челеби описва града в 1661 година. Около 1700 година в Клисура е отворено първото училище, а по-късно през XVIII век са отворени още три, включително прогимназиално. В 1866 година основното училище на Клисура изгаря заедно с библиотека от 2000 тома.
Основно занимание на жителите е скотовъдството, но от Клисура има и богати търговци с търговски връзки в Европа.
Братята Зафира подпомагат финансово Ригас Велестинлис, трима клисурчани са членове на „Филики Етерия“, а по време на Гръцката революция манастирът „Света Богородица“ дава убежище на негушкия въстаник Зафиракис Теодосиу.
След Гръцкото въстание в Македония в 1854 година, през май 1855 година делегация от 20 души от Клисура посещава френския консул в Битоля и го информира, че 400 семейства са били принудени да напуснат домовете си и да емигрират в Гърция. Консулът прави постъпки пред валията в Битоля, който обещава да изпрати корчанския гарнизон да прогони гръцките банди.
В края на XIX век Клисура е голяма процъфтяваща влашка паланка, център на самостоятелна нахия в Костурска каза. Градчето се препитава предимно с търговия, кираджийство и скотовъдство. Александър Синве ("Les Grecs de l’Empire Ottoman. Etude Statistique et Ethnographique") в 1878 година пише, че в Клисура живеят 7000 гърци.
През втората половина на XIX век в градчето се установява Апостол Маргарит и в 1868 година отваря първото училище с преповадане на арумънски - Основно училище на Влахоклисура (Scoala Primara din Vlaho-Clisura) и с това в градчето се загнездва румънската пропаганда. В края на XIX и началото на XX век борбата между прорумънската и прогръцката партия се изостря. В отговор на прорумънските действия са образувани три гръцки силогоса – „Омония“, „Пророк Илия“ и „Свети Марк“.
В „Етнография на вилаетите Адрианопол, Монастир и Салоника“, издадена в Константинопол в 1878 година и отразяваща статистиката на населението от 1873 Клисура (Klissoura) е посочено като градче с 1000 домакинства и 3100 жители власи.
В 1889 година Стефан Веркович („Топографическо-этнографическій очеркъ Македоніи“) пише за Клисура:
| „ | Оттук [Бобища] нагоре на юг, на два часа и половина разстояние по скалист планински път се намира градчето Клисура, населено само от куцовласи. От него са излезли много учени и богати хора, но днес е в бедност. Къщите в него са едва 650, а лятото живеят до 760 семейства... В Клисура има около 60-70 магазина и 2 хана, тъй като е на пътя... от Костур към Солун. Има две големи църкви – „Свети Димитър“ в Долната махала и „Свети Николай“ в Горната. Тук стават и два пазара. Някои жители на това градче водят голяма търговия с европейските градове и даже имат собствени складове и кантори. Данъкът им е 35000 пиастри. | “ |

Атанас Шопов посещава Клисура и в 1893 година пише:
| „ | Къщята му са все каменни, красиви, високи, каквито са рядко и във вилаетските градове... Клисура е чисто влашки градец и за това местното българско население я нарича „Влашка Клисура“. Жителите са чистокръвни власи, но чувствата са повече гръцки. От няколко години насам е започнало да се възражда чувството на влашката народност, но то строго и с всякакви мерки е преследва от гръцкото духовенство. Известна част от клисурските власи е изявила желание да се учи и моли на езика си и да се развива в народността си, но непреодолими препятствия среща от страна на гръцките силогоси. | “ |

В 1894 година Густав Вайганд в „Аромъне“ пише за Влахоклисура: „голѣмо аромѫнско село съ 600 кѫщи“.
Според статистиката на Васил Кънчов („Македония. Етнография и статистика“) в 1900 година Клисура има 3400 жители власи.
На Етнографската карта на Битолския вилает на Картографския институт в София от 1901 година Клисура е чисто влашко село в Костурската каза на Корчанския санджак с 800 къщи.
В подготовката за въстание от ВМОРО Клисура е включена в Мокренския център. Мокренецът Анастас Симеонов описва ситуацията в селото преди Илинденско-Преображенското въстание в 1903 година:
| „ | с. Клисура (Паланка) брои повече отъ 800 кѫщи, съ едно население чисто куцовлашко, повечето гурбетчий-търговци, мѫчно подаващо се на организацията на В.М.Р.О., съ изключение на около десетина души, които служеха за междинна връзка преди въстанието. Клисура не взема никакво участие съ нищо. Тукъ бѣ седалището на Мйудуринъ и постояненъ аскеръ отъ около 50-100 души. | “ |

На 22 юли 1903 година Клисура е освободена от българските въстаници по време на Илинденско-Преображенското въстание. Според сведения в румънската преса четниците са посрещнати приятелски с възгласи „Добро дошли, добро дошли! Ура!“, а два дни по-късно местните девойки научават и започват да пеят български песни. След въстанието в Клисура Георгиос Цондос (капитан Вардас) образува в Клисура комитет на Гръцката въоръжена пропаганда, начело с Андреас Панайотопулос и Димитрис Станкас (капитан Мизас). Според Наум Темчев в 1903 година Клисура има около 900 влашки къщи и е център на нахия и седалище на мюдюрин. В Клисура намират убежище жителите на изгорените села Мокрени, Бобища и голяма част от Загоричани.
По данни на секретаря на Българската екзархия Димитър Мишев („La Macédoine et sa Population Chrétienne“) в 1905 година в Клисура има 4800 власи и в селото работи гръцко училище. Според свещеник Златко Каратанасов от Бобища Клисура има около 1000 къщи власи-цинцари.
Гръцки статистики от 1905 година показват Клисура като градец с 3700 жители гърци и 100 власи. Според Георги Константинов Бистрицки Влахо-Клисура преди Балканската война има 900 български къщи.
Според статистиката на Цариградската патриаршия от 1906 година власите в града са 515 семейства, от които патриаршистки 500 и 15 „румънеещи се“.
При избухването на Балканска война в 1912 година двама души от Клисура са доброволци в Македоно-одринското опълчение.
На етническата карта на Костурското братство в София от 1940 година, към 1912 година Клисура е обозначено като влашко селище.

### В Гърция
През войната градчето е окупирано от гръцки части, като преди това на 2 ноември 1912 е изгорена от османците – от 700 къщи оцеляват 300. Изгорена е и църквата „Свети Николай“. Клисура остава в Гърция след Междусъюзническата война. Започва постепенна миграция към градовете, Румъния и отвъд океана, която силно сваля числото на жителите на градчето. Боривое Милоевич пише в 1921 година („Южна Македония“), че Клисура има 700 къщи власи християни.
В междувоенния период има голяма миграция към градовете, както и към Румъния и презокеанските страни и Европа.
През февруари 1943 година от пожар изгаря румънското училище.
По време на Втората световна война партизани на ЕЛАС убиват трима германски войници и за отмъщение на 5 април 1944 година селото е изгорено от германциски части подкрепяни от подразделения на Охрана, начело с Андон Калчев. Убити са 246 души, а 160 къщи са изгорени. В 1945 година в градчето има 1300 жители, от които 1250 „с гръцко национално съзнание“ и 50 „румънеещи се“. По-късно Клисура пострадва и в Гражданската война.
След Втората световна война скотовъдството окончателно замира и населението се занимава с производство на картофи и експлоатация на гората. През август 1950 година селото е откъснато от ном Лерин и присъединено към ном Костур.
В 1994 година Клисура става център на дем, в който освен селото влиза единствено манастирът „Света Богородица“. В 2011 година дем Клисура е слят с дем Костур.
| Име              | Име              | Ново име      | Ново име      | Описание                                                                               |
| ---------------- | ---------------- | ------------- | ------------- | -------------------------------------------------------------------------------------- |
| Дзана Константин | Τζάνα Κωνσταντίν | Косфула       | Κοςφούλα      | връх в Мурик (1655 m), Ю от Клисура                                                    |
| Булумбаши        | Μπουλουμπάσι     | Лакиес        | Λακιές        | връх в Мурик (1329 m), Ю от Клисура                                                    |
| Валерау          | Βαλεράου         | Куфоксилия    | Κουφοξυλιά    |                                                                                        |
| Череши           | Τσέρεσι          | Керасиес      | Κερασιές      | връх в Мурик (1095 m), ЮИ от Клисура                                                   |
| Дзана Барака     | Τζόνα Μπαράκα    | Херсохорафа   | Χερσοχώραφα   | местност в Мурик, ЮЗ от Клисур и Ю от Кале Зота                                        |
| Агра Кяку        | Αγρα Νιάκου      | Асирматос     | Ασύρματος     | връх в Мурик, Ю от Клисура                                                             |
| Кале Зота        | Κάλε Ζώτα        | Пиргос        | Πύργος        | връх (1412,9 m) и крепост в Мурик, ЮЗ над Клисура и И над Куманичево                   |
| Ройба            | Ρόϊμπας          | Мелисорема    | Μελισσόρεμα   | река, извираща И от Клисура, приток на Белевата река                                   |
| Дуца             | Ντούτσα          | Криорема      | Κρυόρεμα      | река, извираша З от Клисура, ляв приток на Котури                                      |
| Микри Гура       | Μικρή Γκούρα     | Микри Петра   | Μικρή Πέτρα   | местност СИ от Клисура и СЗ от Мокрени                                                 |
| Саргоница        | Σαργωνίτσα       | Грамени Оксна | Γραμμένη Οξυὰ | връх във Вич (1382 m), С от Клисура                                                    |
| Череши           | Τσερέσι          | Керасорема    | Κερασόρεμα    | река, извираща от местността Череши в Мурик и течеща на И през Лъка, приток на Чернево |

| Година    | 1913 | 1920 | 1928 | 1940 | 1951 | 1961 | 1971 | 1981 | 1991 | 2001 | 2011 | 2021 |
| --------- | ---- | ---- | ---- | ---- | ---- | ---- | ---- | ---- | ---- | ---- | ---- | ---- |
| Население | 3200 | 1477 | 1346 | 1194 | 750  | 668  | 502  | 499  | 582  | 559  | 251  | 217  |

## Личности
Клисура е дала известни дейци на четири нации – гръцката, румънската, сръбската и българската. В XVIII век в градчето са родени учените филолози Димитриос Дарварис (1757 - 1823) и Михаил Пардзулас (1780 - ?). Градчето дава доста активни дейци на гръцката въоръжена пропаганда в Македония в началото на ХХ век като андартските капитани Александрос Георгиадис, Андреас Панайотопулос и Димитриос Станкас. Джордже Вучо (1854 - 1909) е виден белградски търговец, а Константин Антула (1819 - 1886) е сръбски търговец и политик. Сред видните клисурци с румънско съзнание са Йон Фоти (1887 - 1946), писател и преводач, Марку Беза (1882 - 1949) писател и дипломат и Симион Бербери (1871 – ?), лекар и дипломат.